# Erik Lindegren
För andra med namnet se Erik Lindegren (olika betydelser)
Johan Erik Lindegren, född 5 augusti 1910 i Luleå, död 31 maj 1968 i Hedvig Eleonora församling i Stockholm, var en svensk författare, översättare och ledamot av Svenska Akademien 1962–1968, stol 17. Erik Lindegren var litteraturrecensent i Bonniers litterära magasin, Stockholms-Tidningen och Dagens Nyheter. Åren 1948–1950 var han redaktör för tidskriften Prisma.

## Biografi
Erik Lindegren föddes i Luleå 1910. Fadern Ernst Tullius Lindegren (1880–1953) var högskoleutbildad maskiningenjör vid Statens Järnvägar (SJ). Modern Alma Elfgren (1888–1944) kom från en värmländsk släkt med valloninslag. Han hade två yngre systrar Anna Elisabet (senare kallad Anna Lisa, född 1911) och Gerda (född 1913). 1916 flyttade familjen till Malmö där de levde under knappa omständigheter. Erik Lindegren började skolan i Malmö men 1919 flyttade familjen igen på grund av faderns arbete, denna gång till Kiruna där han genomgick skolgången. Eftersom det inte fanns gymnasium i Kiruna flyttade Lindegren 1926 till Östersund där han inackorderades hos en moster. I Östersund fick Lindegren nya kamrater och han utmärkte sig särskilt som idrottare, bland annat som kortdistanslöpare och framför allt som handbollsspelare i både läroverkets och IFK Östersunds a-lag.
Erik Lindegren hade tidigt intresse för litteratur och musik och 1928 blev han invald i den litterära kamratföreningen ÖGF Lyran vid Östersunds högre allmänna läroverk. Medlemskapet inspirerade Lindegren till att publicera dikter i föreningens interna tidskrift Heimdall. Under gymnasietiden läste han mycket modern litteratur; svenska diktare som Bo Bergman, Erik Lindorm, Dan Andersson, Harriet Löwenhjelm, Erik Blomberg, Pär Lagerkvist med flera, men också filosofer som Bergson och Nietzsche gjorde starkt intryck på honom. Under slutet av gymnasietiden fick han tillgång till tre antologier med engelska, franska och tyska dikter i original. Där blev han första gången bekant med Baudelaire och Keats som kom att bli följeslagare i hans författarskap. 1929 läste Lindegren också den nyutkomna antologin Fem unga, som blev en viktig inspirationskälla för hans diktning.
1931 började Erik Lindegren studera filosofi och litteraturhistoria vid Stockholms högskola. Han fortsatte att förkovra sig i verk av bland andra Freud, Dostojevskij, Thomas Mann, Hermann Hesse, D.H. Lawrence, Knut Hamsun  och Oswald Spengler. Han följde den aktuella kultur- och litteraturdebatten i tidskrifter som Spektrum. Där kunde han bland annat läsa Karin Boyes och Erik Mestertons översättning av T.S. Eliots Det öde landet. Bland samtida svenska poeter följde han med särskilt intresse Artur Lundkvist och Harry Martinson. Gunnar Ekelöfs sent på jorden och densammes översättningshäfte Fransk surrealism kom också att få stor betydelse för hans författarskap.
År 1935 debuterade Erik Lindegren i bokform med diktsamlingen Posthum ungdom. Betydelsefull för Lindegrens diktning vid denna tid var Birger Sjöbergs sena diktsamling Kriser och kransar. Snart väcktes hans intresse för finlandssvensk, fransk och engelsk modernism. Tillsammans med Karl Vennberg (som senare också blev hans svåger) studerade han och översatte T.S. Eliot. Lindegrens beläsenhet i utländsk modernistisk diktning möjliggjordes genom hans verksamhet som översättare och kritiker och genom personliga kontakter med till exempel Artur Lundkvist och de finlandssvenska modernisterna. Rabbe Enckell spelade en viktig roll som poetisk mentor.
Efter flera år av motigt arbete på att hitta sin egen lyriska orientering och samtidigt försöka leva på sitt skrivande och sin kritiska verksamhet kom Lindegren till ett genombrott 1939-40; hans dikter blev mer förtätat bildrika än någonsin och samtidigt mer rytmiskt säkra. Under intryck av en diktsvit av Lawrence Durrell, The Sonnets of Hamlet (1939), som fick hjälpa till med det metriska, och de första månaderna av andra världskriget, dess absurditet och likgiltighet för människoliv, tillkom mannen utan väg, som i en första någorlunda färdig version avslutades i augusti 1940. Lindegren erbjöd dikterna till Bonniers och fick en solklar refusering; genom vännen Artur Lundkvist fick han senare höra att man hade citerat dem i förlagskorridoren som om de vore dårdikter. Ett urval av dikterna publicerades 1941 i tidskriften Horisont men i övrigt hade Lindegren fått synnerligen litet i tryck och han verkar ha fått en hel del ekonomiskt understöd av fadern, som också backade upp utgivningen av mannen utan väg.
1942 plockades han upp till ett jobb på kulturredaktionen på Aftontidningen; dess kulturchef Stig Ahlgren hade lagt märke till honom. Här fick han äntligen ett forum och gjorde sig känd som en pigg och stilsäker ung kritiker med ovanlig internationell utblick.
Samma år kom den banbrytande diktsamlingen mannen utan väg ut på eget förlag. Genom sitt avancerade, komprimerade bildspråk, sin associationsrikedom och teckningen av samtiden fick den mycket stor betydelse för fyrtiotalismen och den svenska modernismen över huvud taget. Vid första publiceringen gick den nästan spårlöst förbi, den blev dock ett slags kultbok under de närmaste åren. En ny utgåva kom 1945 på Bonniers och uppkallade bland annat Sten Selander och Karl Vennberg till debatt om poesi, språk och obegriplighet.
Diktsamlingen Sviter gavs ut 1947. Här visar sig Lindegren från en ny sida, som kärlekslyriker med många referenser till 1800-talets engelsk- och tyskspråkiga romantik. Samlingen betraktades redan under sin samtid som 1940-talets lyriska höjdpunkt. 1954 utkom Vinteroffer som blev hans sista diktsamling. Under 1950- och 1960-talen var han verksam som operalibrettist, bland annat med textbearbetningar av Harry Martinsons Aniara och Giuseppe Verdis Maskeradbalen.
Betydelsefulla insatser gjorde även Lindegren som huvudredaktör och mångkunnig skribent i Prisma (1948-50), "en granskning av de olika konstarternas läge i nuet". Här medverkade bland andra Karl-Birger Blomdahl, Hjalmar Gullberg och Ilmar Laaban. Som översättare tolkade han bland andra Saint-John Perse, Rainer Maria Rilke, T.S. Eliot, Dylan Thomas, Nelly Sachs och William Faulkner till svenska.
1962 invaldes Erik Lindegren i Svenska Akademien som efterträdare till Dag Hammarskjöld på stol nummer 17. Han invaldes den 12 april 1962 och tog sitt inträde den 20 december samma år. Han var ledamot av nobelkommittén 1964–1968. Lindegren efterträddes i akademien av Johannes Edfelt som i sitt minnestal vid inträdet bland annat sade "Erik Lindegren uppfattar jag först och främst som ett renodlat poetiskt instrument, en diktare med en bildskapande förmåga av i svensk lyrik sällan uppnådd intensitet."
Han tilldelades bland annat Bellmanpriset, De Nios stora pris och Litteraturfrämjandets stora pris.
Erik Lindegren avled 1968 av bukspottkörtelcancer. Hans grav finns på Ingarö kyrkogård öster om Stockholm. Gravstenen bär inskriptionen "Cor cordium" ("Hjärtanas hjärta").

## Diktning
I Erik Lindegrens diktning kan urskiljas fyra stadier. Den första kännetecknas av debutsamlingens ungdomliga estecism. Det andra av det starka modernistiska anslaget i mannen utan väg, där ambitionen var att ge röst åt tidsandan. Det tredje stadiet med Sviter är en slags romantisk klassicism där strävan var att ge uttryck för en komplicerad livskänsla. Det fjärde stadiet är den symbolistiska och metapoetiska slutfasen där intresset inte i första hand gäller känslan själv, utan mera möjligheterna att ge den poetiskt uttryck.
Hans första samling, Posthum ungdom, innehåller formsäkra men tämligen traditionella dikter som pendlar mellan ungdomlig livsberusning och livströtthet och i stort sett var opåverkade av 1930-talsmodernismen. Under de följande åren publicerade Lindegren endast ett fåtal dikter och omorienterade sig i modernistisk riktning. Påverkad av modernistisk poesi, surrealism och utbrottet av andra världskriget påbörjade han de dikter som skulle komma att ingå i mannen utan väg (utgiven på eget förlag 1942, ny upplaga 1945). Samlingen kännetecknas av en förening av en stark symmetri, var och en av de fyrtio dikterna består av sju strofer med två rader i varje, och ett disharmoniskt, surrealistiskt färgat bildspråk. Genom denna kontrast ville Lindegren skapa ett adekvat uttryck åt den samtida livskänslan. Han kallade denna förening av symmetri och disharmoni för "sprängda sonetter", det vill säga sonetter utan rim men med bevarandet av det traditionella radantalet.
I Sviter (1947) ersattes spänningen mellan formviljan och det kaotiska innehållet i mannen utan väg av en slags romantisk klassicism. Samlingen, som redan av samtiden betraktades som 1940-talets lyriska höjdpunkt, var också mer varierad med både dikter från krigsåren och nyskrivna dikter som visade upp en ny sida av Lindegrens diktning, inte minst i Amoroso, en svit kärleksdikter där bland andra Lindegrens mest lästa och citerade dikt Arioso ingår. Det genomgående temat i Vinteroffer (1954), som kom att bli Lindegrens sista diktsamling, är konstens offerkaraktär och en strävan efter poesins absoluta uttryck på gränsen till det outsägliga, vilket samtidigt innebär verklighetsförlust och tystnad. Efter Vinteroffer upphörde också Lindegren i stort sett med att skriva poesi.

## Andra konstarter
Lindegrens allomfattande kulturintresse resulterade i samarbeten med bland andra konstnärerna i Halmstadgruppen, vars målningar han tolkade i dikter (Deviser, 1947), kompositören Karl-Birger Blomdahl (som tonsatte hans dikter Pastoralsvit 1948 och oratoriet I speglarnas sal 1953, efter dikter i mannen utan väg) och koreografen Birgit Åkesson (libretton till baletterna Sisyfos 1954, Minotaurus 1958 och Riter 1961).

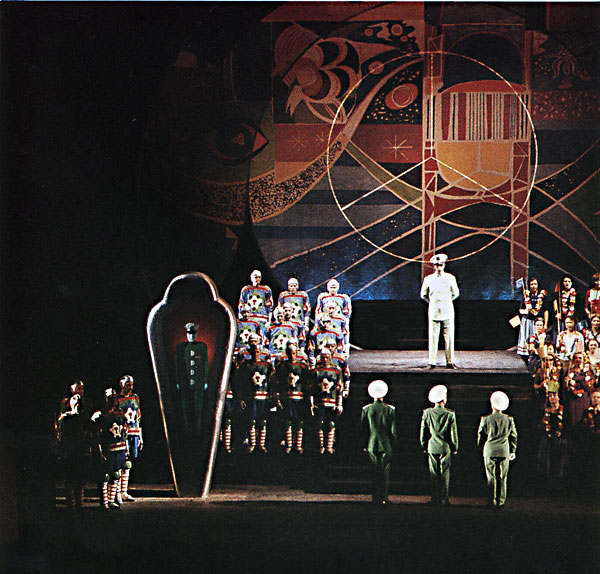
Premiäruppsättningen av Aniara på Kungliga Operan 1959 med libretto av Lindegren.

Lindegren hade ett stort intresse för musik och var under 1950- och 1960-talen framför allt verksam som operalibrettist. Bland annat bearbetade han Harry Martinsons versepos Aniara som libretto för Karl-Birger Blomdahls opera med samma namn 1958–1959. Ännu ett samarbete med Blomdahl var librettot till operan Herr von Hancken efter Hjalmar Bergmans roman 1963. En annan insats på detta område var den ofta spelade svenska versionen av operan Maskeradbalen. Lindegren förlade handlingen till Gustav III:s hov, så som tonsättaren Giuseppe Verdi på sin tid ursprungligen planerat. Lindegren fångade tidsandan bland annat genom att använda citat ur svensk 1700-talslyrik, till exempel av Johan Henrik Kellgren. Han gjorde också en nyöversättning av Mozarts opera Don Juan 1961.

## Familj
Erik Lindegren var sonson till kompositören Johan Lindegren. Åren 1941–1949 var han gift med Laila Lindegren (ogift Bill, 1911–1987) och från 1950 med Karin Lindegren (ogift Bergqvist, 1924–2012). Tillsammans med första hustrun fick han två barn: Barbro Lindegren (född 1938) och historikern Jan Lindegren (född 1949).

## Eftermäle
Erik Lindegren anses vara en av den svenska modernismens främsta författare. Flera avhandlingar har skrivits om hans diktning, av bland andra Anders Cullhed och Roland Lysell. Till Erik Lindegrens hundraårsdag 2010 publicerades Erik Lindegrens Samlade dikter av Themis förlag. Den innehåller även dikter som tidigare inte är publicerade i bokform.
Erik Lindegren-priset utdelas vartannat år sedan 1992.

## Priser och utmärkelser
- 1947 – Svenska Dagbladets litteraturpris
- 1953 – Boklotteriets stipendiat
- 1954 – Litteraturfrämjandets stora pris
- 1958 – Bellmanpriset
- 1961 – De Nios stora pris
- 1961 – Östersunds-Postens litteraturpris
- 1963 – Signe Ekblad-Eldhs pris